# Verdichtungszone

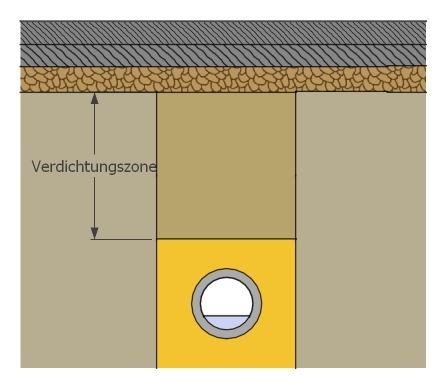
Lageskizze der Verdichtungszone unterhalb des Straßenoberbaus.

Als Verdichtungszone (auch Verfüllzone) wird im Straßen- und Tiefbau in Deutschland gem. ZTVA-StB 97 der Raum innerhalb eines Leitungsgrabens oberhalb der Leitungszone bis zum Planum unterhalb der ungebundenen Tragschichten verstanden. Der Begriff ist komplementär zur Leitungszone.

## Merkmale
Für den im Bereich der Leitungszone und im übrigen Grabenbereich zu erreichenden Verdichtungsgrad gelten die Anforderungen der ZTVE-StB 94, Fassung 97. Die Leitungs- und Verdichtungszone kann einwandfrei verdichtet werden, wenn die in den Normen, insbesondere DIN 4124 und den Unfallverhütungsvorschriften (UVV) vorgeschriebenen Mindestgrabenbreiten eingehalten werden und eine lagenweise Verdichtung stattfindet. Bindige Böden eignen sich nicht für die Verdichtung und sind auszutauschen (Bodenaustausch). Für die Verdichtungszone ist in der Regel Boden der Klasse V1 zu verwenden, da er wegen der geringeren Wasser- und damit Witterungsempfindlichkeit leichter zu verdichten ist, als Böden der Klasse V2 und V3. Die Verdichtungsklassen ergeben sich aus DIN 18196.
Können die in der ZTVE-StB vorgeschriebenen Werte für den Verdichtungsgrad nicht erreicht werden, weil beispielsweise die Dichte des den Leitungsgraben umgebenden Bodens dies nicht zulässt, so muss zumindest der Verdichtungsgrad des Bodens in der Verdichtungszone bis zur Oberkante Planum den Verdichtungsgrad des umgebenden Bodens erreichen.